# Бисан
Бисан (фр. Bussang) насеље је и општина у североисточној Француској у региону Лорена, у департману Вогези која припада префектури Епинал.
По подацима из 2011. године у општини је живело 1.528 становника, а густина насељености је износила 55,3 становника/km². Општина се простире на површини од 27,63 km². Налази се на средњој надморској висини од 625 метара (максималној 1.221 m, а минималној 568 m).

## Демографија
| 1962. | 1968. | 1975. | 1982. | 1990. | 1999. | 2011. |
| ----- | ----- | ----- | ----- | ----- | ----- | ----- |
| 2.191 | 2.231 | 2.058 | 1.917 | 1.809 | 1.777 | 1.528 |

График промене броја становника у току последњих година